# Deutschlandradio
Deutschlandradio és una emissora de radiodifusió pública d'Alemanya. Opera quatre xarxes nacionals: Deutschlandfunk, Deutschlandfunk Kultur, Dokumente und Debatten i Deutschlandfunk Nova. Creat en 1994 té les seves seus a Colònia i Berlín. Deutschlandradio té uns ingressos anuals de 180 milions d'euros (cap a 2006). Es diu a si mateixa la ràdio nacional alemanya. És membre de la Unió Europea de Radiodifusió.

## Emissores
- Deutschlandfunk va ser originalment una ràdio de notícies d'Alemanya Occidental que també transmetia als països veïns, Alemanya de l'Est i la resta del bloc comunista.
- Deutschlandfunk Kultur és el resultat d'una fusió de l'estació Rundfunk im amerikanischen Sektor de Berlín Occidental i DS Kultur de Berlín Oriental després de la reunificació alemanya. Totes dues xarxes que utilitzen per a transmetre principalment en les bandes de AM s'han estès per tota Alemanya, després d'haver estat assignat molts transmissors de FM addicionals. Transmet música.
- Dokumente und Debatten és una opció de la transmissió en la xarxa en transmissió digital d'àudio (DAB) i de les emissores d'FM de les dues emissores anteriors, que emet la cobertura del parlament federal, programes d'entrevistes, a més de previsions marines i avisos a la navegació per als mariners.[3][4]
- Deutschlandfunk Nova és una estació dedicada a l'educació, que es va iniciar en 2010. Està dirigida a un públic jove interessat en l'educació superior, i és transmès només digitalment a través de satèl·lit, cable, DAB, i en línia.[5]

## Transmissions
Transmet en FM, DAB i Internet. Les transmissions en ona llarga cessaren el 31 de desembre de 2014, les d'ona mitjana el 31 de desembre de 2015, i les d'ona curta el 29 de maig de 2012.